# Gerres equulus
Gerres equulus là một loài cá móm thuộc chi Gerres bản địa vùng nước ven biển phía tây Thái Bình Dương từ miền nam Hàn Quốc đến miền nam Nhật Bản, mặc dù vậy nó không được tìm thấy ở khu vực xung quanh Quần đảo Ryukyu. Loài này có thể đạt chiều dài 22,4 cm (8,8 in) tiêu chuẩn. Loài cá này có tầm quan trọng về mặt thương mại cho ngành ngư nghiệp địa phương ở Nhật Bản.